# Nazionale maschile di hockey su prato della Nuova Zelanda
La nazionale di hockey su prato della Nuova Zelanda è la squadra di hockey su prato rappresentativa della Nuova Zelanda ed è posta sotto la giurisdizione della New Zealand Hockey Federation.

## Partecipazioni

### Mondiali
- 1971 – non partecipa
- 1973 – 7º posto
- 1975 – 7º posto
- 1978 – non partecipa
- 1982 – 7º posto
- 1986 – 9º posto
- 1990 – non partecipa
- 1994 – non partecipa
- 1998 – 10º posto
- 2002 – 9º posto
- 2006 – 8º posto
- 2010 – 9º posto
- 2014 – 7º posto
- 2018 – 9º posto

### Olimpiadi
- 1908 – non partecipa
- 1920 – non partecipa
- 1928 – non partecipa
- 1932 – non partecipa
- 1936 – non partecipa
- 1948 – non partecipa
- 1952 – non partecipa
- 1956 – 6º posto
- 1960 – 5º posto
- 1964 – Primo turno
- 1968 – 7º posto
- 1972 – 9º posto
- 1976 – Campione
- 1980 - non partecipa
- 1984 – 7º posto
- 1988 – non partecipa
- 1992 – 8º posto
- 1996 – non partecipa
- 2000 - non partecipa
- 2004 - 6º posto
- 2008 - 7º posto

### Champions Trophy
- 1978 – 4º posto
- 1980-1982 – non partecipa
- 1983 – 6º posto
- 1984 – 5º posto
- 1985–2003 - non partecipa
- 2004 - 6º posto
- 2005-2008 - non partecipa

### Oceania Cup
- 1999 - ?
- 2001 - ?
- 2003 - 2º posto
- 2005 - 2º posto
- 2007 - 2º posto